# Казанка (Еврейская автономная область)
Каза́нка — село в Биробиджанском районе Еврейской автономной области России. Входит в Дубовское сельское поселение.

## География
Село Казанка стоит на правом берегу реки Бира.

### Географическое положение
Расстояние до административного центра сельского поселения села Дубовое около 10 км, до села Жёлтый Яр около 13 км, расстояние до Биробиджана около 38 км.

## Население
| 1917 | 1924 | 1992 | 2002 | 2010 |
| ---- | ---- | ---- | ---- | ---- |
| 119  | ↗136 | ↗391 | ↘302 | ↘220 |

## Инфраструктура
- Сельскохозяйственные предприятия Биробиджанского района.

## Транспорт
Дорога к селу Казанка идёт на юго-восток от Биробиджана по левому берегу Биры через сёла Птичник, Валдгейм и Жёлтый Яр, за селом Жёлтый Яр — по правому берегу Биры.
На запад от села Казанка идёт дорога к селу Бирофельд.
На юг от села Казанка идёт дорога к сёлам Дубовое, Надеждинское и Головино.